# Piuarch
piuarch oder auch +arch (gegründet 1996) ist ein Architekturbüro mit Sitz in Mailand, Italien.

## Geschichte

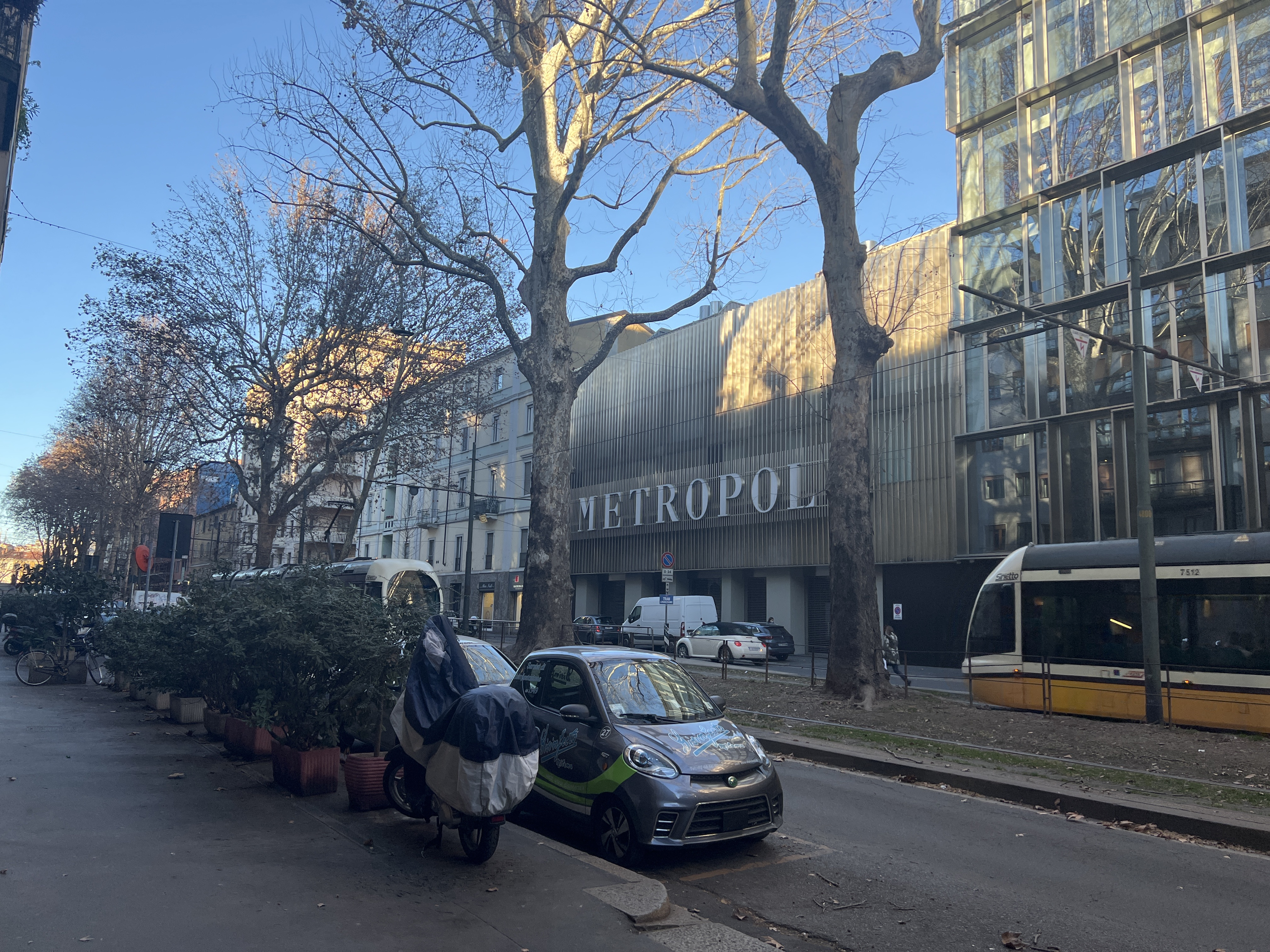
Ehemaliges Kino Metropol, umgebaut zu einem Bürogebäude mit Ausstellungsräumen 2002 und rechts daneben der Firmensitz von Dolce & Gabbana, Mailand, Italien 2013

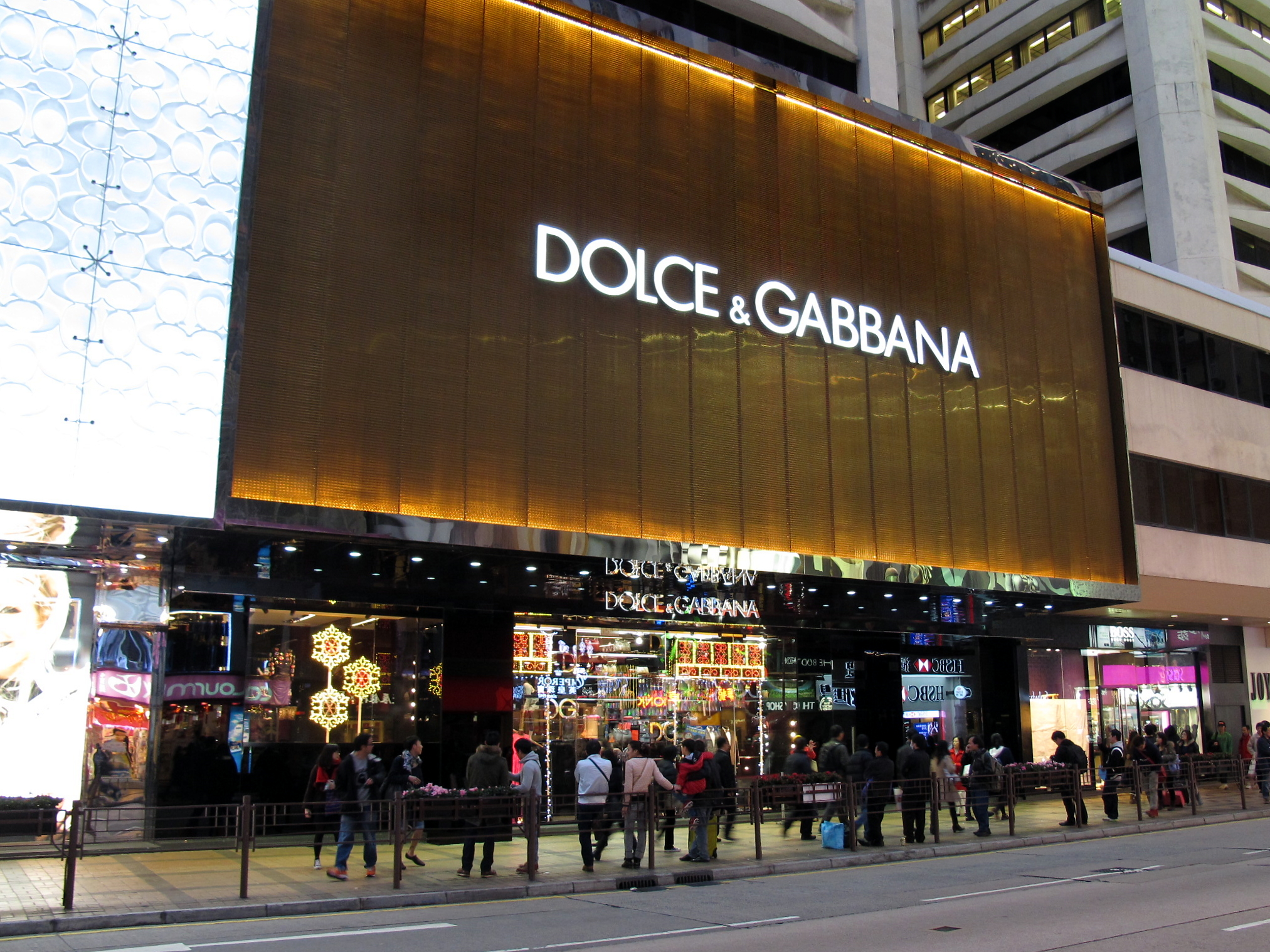
Dolce & Gabbana Boutique, Canton Road, Hongkong

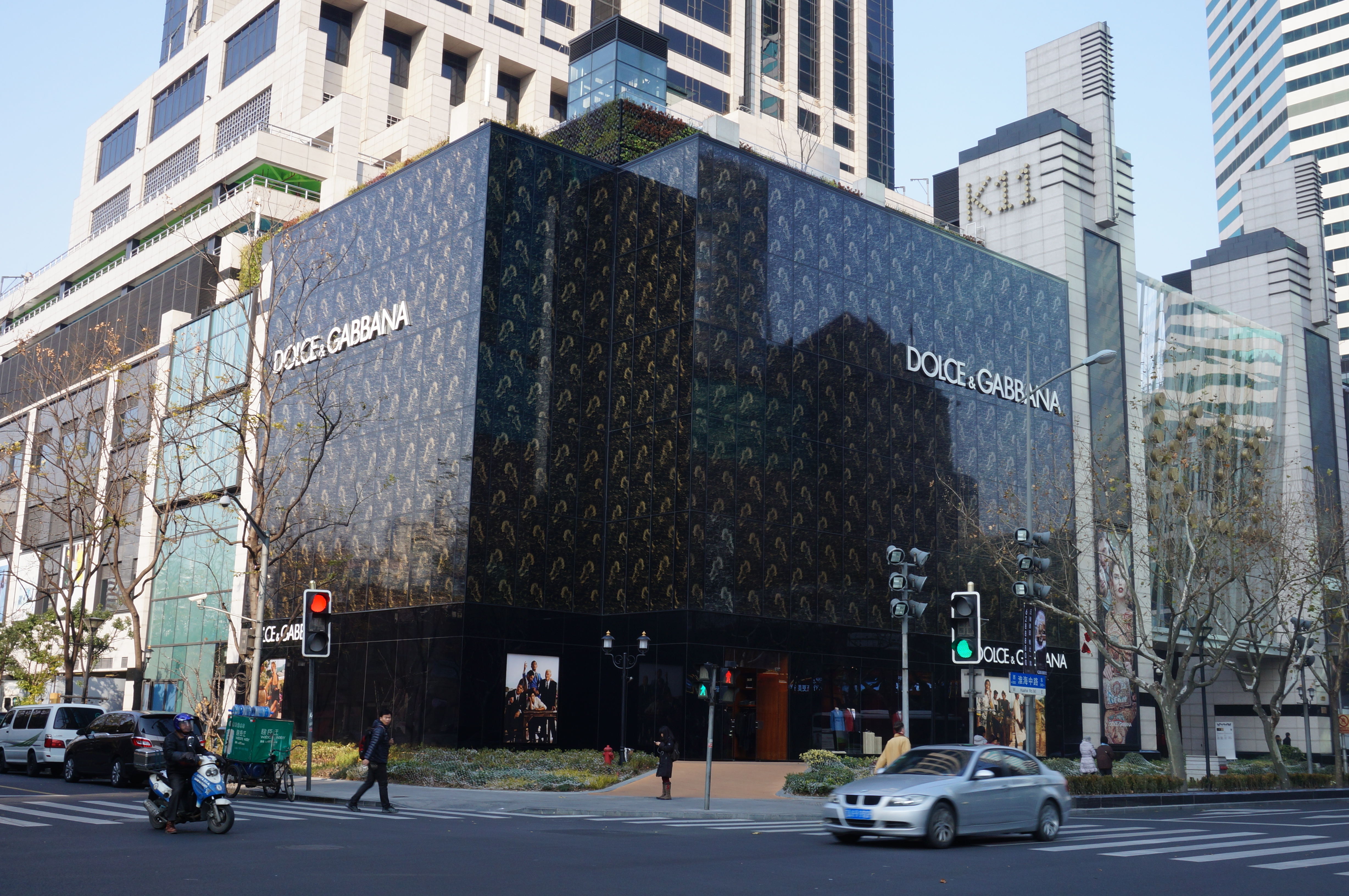
Dolce & Gabbana Boutique in Shanghai

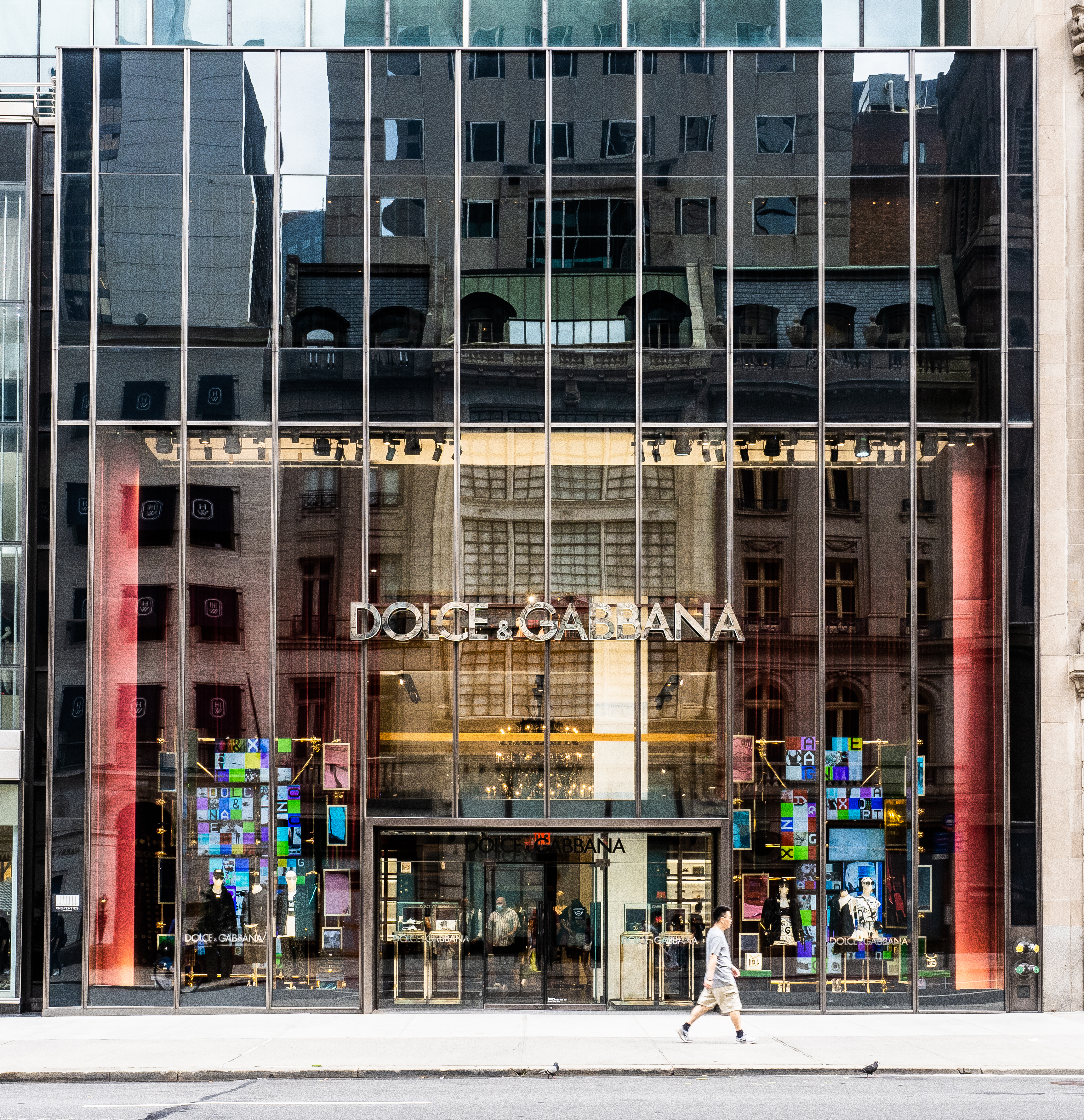
Dolce & Gabbana Boutique, 5th Avenue, New York

Die vier Firmengründer und bis heute gleichberechtigten Teilhaber sind Francesco Fresa, Germán Fuenmayor, Gino Garbellini und Monica Tricario. Die vier Architekten lernten sich im Architekturbüro von Vittorio Gregotti in Mailand kennen, bis sie 1996 ein eigenes Büro gründeten. Nach eigenen Aussagen haben sie unterschiedliche Interessenschwerpunkte und Temperamente, worin der Erfolg ihrer Projekte begründet sei. Im Architekturbüro arbeiten ca. 40 freiberufliche Mitarbeiter, die von den vier Partnern und acht Mitarbeitern geleitet werden.
Das Architekturbüro ist bekannt geworden durch seine Entwürfe für die Modemarken Dolce & Gabbana, Gucci, Fendi und Givenchy. Viele Projekte der Vergangenheit wurden in Mailand realisiert. Zukünftige Planungen und Konzepte werden immer häufiger im Ausland durchgeführt.
Ein spektakuläres Projekt ist piuarch 2016 mit dem Gucci Hub gelungen. Die Werkstattgebäude auf dem Werksgelände der ehemaligen Flugzeugfabrik Aeroplani Caproni S.A. in Mailand wurden restauriert und um moderne Elemente erweitert, damit Büros, Ateliers und ein Ausstellungsraum entstehen konnten. Beim Entwurf wurde auch auf den japanischen Regisseur Hayao Miyazaki und dessen Film Wie der Wind sich hebt Bezug genommen.

## Ziele
Grundsätzlich geht man bei piuarch davon aus, dass das Team erfolgreicher sein kann als der Einzelne. Die jeweiligen Projekte sollen sich in ihr Umfeld einfügen und umweltverträglich sein.
Für ihr eigenes Büro in der Via Palermo in Mailand haben piuarch den Nachhaltigkeitsgedanken umgesetzt und 2015 einen Dachgarten gestaltet. Dadurch wurde die Energieeffizienz des Gebäudes erheblich verbessert. Mit der Renovierung im Jahre 2020 ist es nun zusätzlich möglich, die Anlage zu Schulungsaktivitäten und öffentlichen Versammlungen zu nutzen.

## Preise und Anerkennungen
- 2000 und 2002: Europäischer Architekturpreis Luigi Cosenza
- 2013: Italienisches Architekturbüro des Jahres verliehen von der italienischen Nationalkammer der Architekten in Zusammenarbeit mit dem MAXXI Museum, Rom[7]
- mehrfach vertreten auf der Architektur-Biennale in Venedig

## Projekte und Auszeichnungen

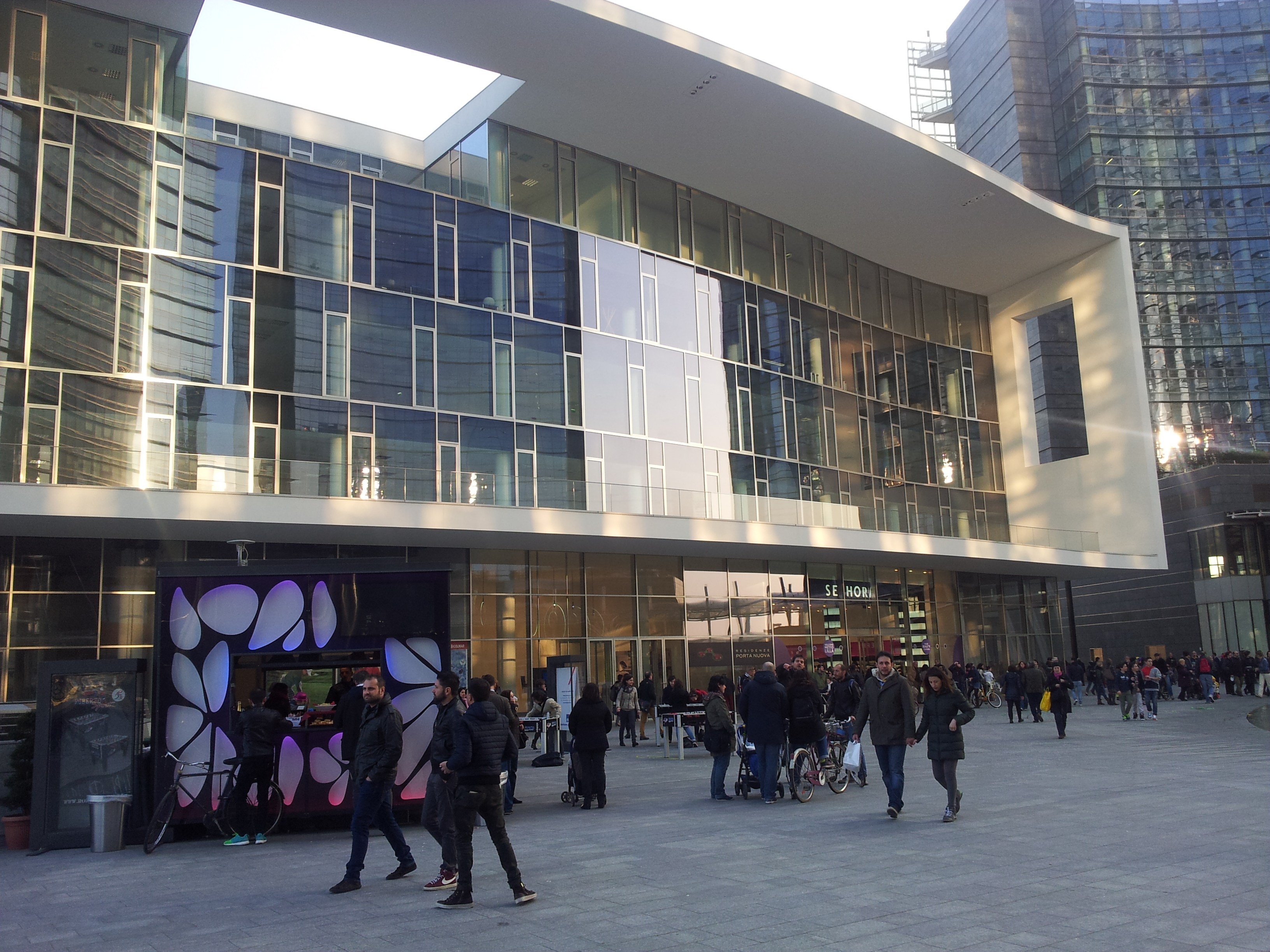
Porta Nuova Building, Detailansicht, Piazza Gae Aulenti, Mailand 2013

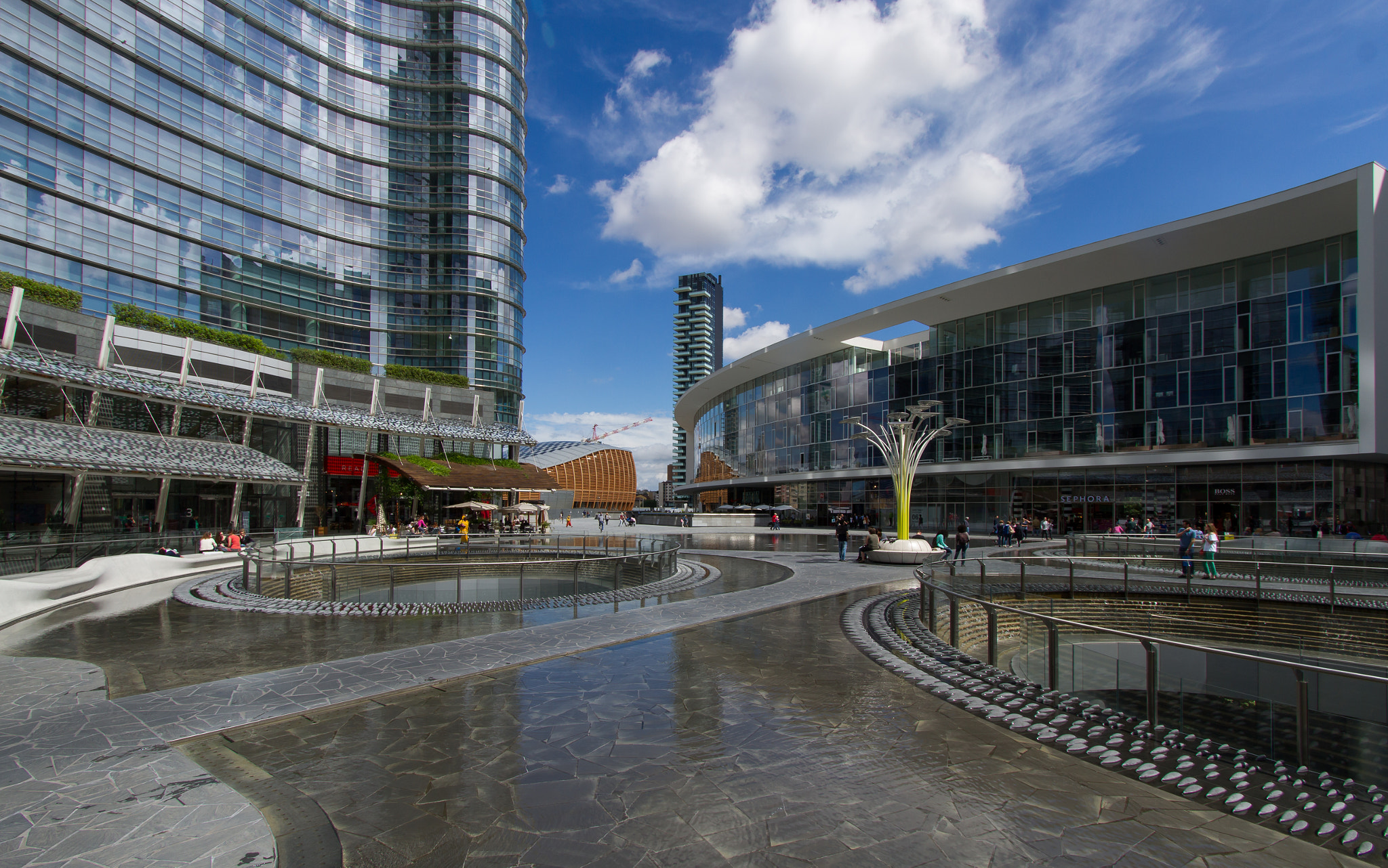
Porta Nuova Building, Totale, Piazza Gae Aulenti, Mailand 2013

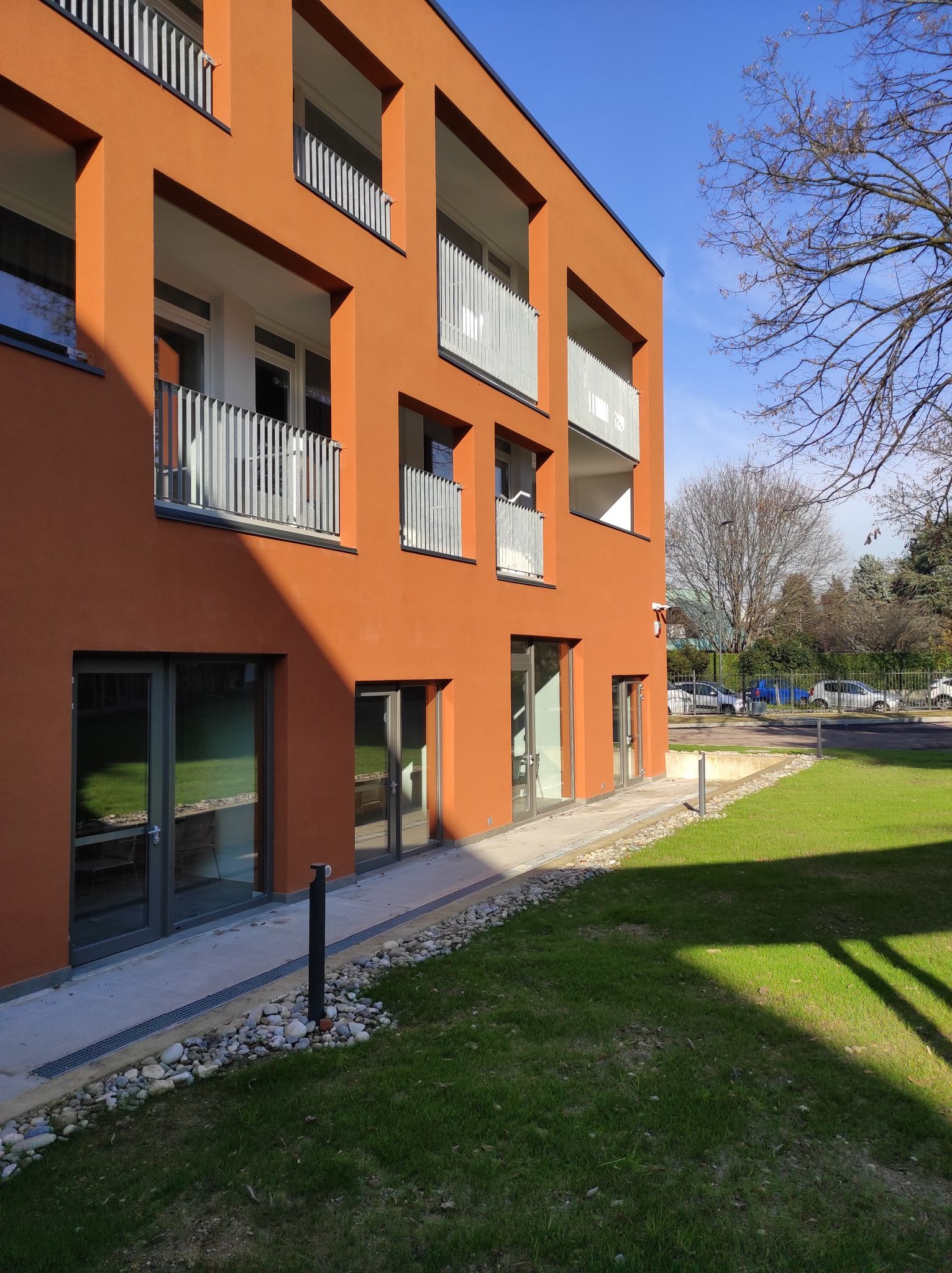
Neues Gebäude für das Collegio di Milano (Studentenwohnheim) 2020

Bisher entwarf und realisierte piuarch Bürogebäude, Wohnanlagen, Freizeiteinrichtungen, Kultureinrichtungen und Gebäude oder Läden des Einzelhandels.
Bürogebäude und Produktionsstätten
- 2001: Produktionsstätte für Dolce & Gabbana in Incisa in Val d’Arno (FI), Italien.[9]
- 2002: Büro- und Ausstellungsgebäude für Dolce & Gabbana in Mailand, Italien.
- 2005: Metropol, multifunktionale Räumlichkeiten für Dolce & Gabbana in einem ehemaligen Filmpalast, Mailand, Italien.[10]
- 2006: Bürogebäude und Ausstellungsräume für Dolce & Gabbana in Mailand. Umgestaltung von zwei existierenden Stadthäusern.[11] 2009: Bei der Verleihung der Goldmedaille für italienische Architektur auf der Triennale di Milano wurde das Projekt lobend erwähnt.[7]
- 2010: Quattro Corti für Galaxy LLC, Sankt Petersburg, Russland.[12]
- 2011: Firmensitz von Bentini Building & Engineering in Faenza, Italien.[13] 2012 Triennale di Milano: sechs lobende Erwähnungen in der Kategorie „Neue Gebäude“.[14]
- 2013: Firmensitz von Dolce & Gabbana in Mailand, Italien.[15]
- 2013: Porta Nuova Building, auch Onda Bianca (Weiße Welle) genannt, Bürogebäude mit Einkaufsbereichen in Mailand.[16]
- 2016: Gucci Hub, Verwaltungsgebäude in Mailand.[17][18] 2019 Archdaily: Dritter Preis für Renovierung in der Architecture; Wallpaper* Design Award for Best City (beste neue Architektur Mailands), 2018 Archmarathon Awards: Erster Preis in der Kategorie Mixed Use & Residential Buildings[7]
- 2017: Firmensitz von Kering in Mailand.[19]

Wohn- und Hotelanlagen
- 2000: Fola Housing in Sesto San Giovanni (MI), Italien.[20]
- 2017: M89 Hotel, Mailand[21]
- 2020: Building L im Collegio di Milano, neues Gebäude im Studentenwohnheim in Mailand.[22]

Einkaufs- und Freizeiteinrichtungen
- 2009: Ginza Tower, Tokio, Japan[23]
- 2010: Mansarda Restaurant, Sankt Petersburg, Russland.[24]
- 1996–2013: Renovierung und Neugestaltung von Dolce & Gabbana Boutiquen, die ursprünglich von Ferruccio Laviani erbaut wurden, unter anderem in Mailand, Rom, Paris, London, New York, Tokio, Peking, Shanghai, Hong Kong, Seoul.[25]
- 2014: Givenchy Flagship Store, Cheongdam Dong (Seoul), Südkorea.[26]
- 2014: Les Hommes Boutique, Mailand, Italien.[27]
- 2016: Amber & Art Store, Sankt Petersburg, Russland.[28]
- 2018: Espaço, São Paulo, Brasilien.[29]
- 2018: agrAir, Mailand, Italien.[30]
- 2020: P448 Flagship Store, Mailand, Italien.[31]

Kulturprojekte und -einrichtungen
- 2015: ENEL Pavilion für die Expo 2015, Mailand.[32]
- 2015: Caritas Pavilion für die Expo 2015, Mailand.[33]
- 2015: Orto fra i cortili (Garten zwischen den Innenhöfen), Dachbegrünung auf dem Haus des eigenen Studios, Mailand.[34]
- 2015: Punti di Vista auf Fuorisalone, Mailand.[35]
- 2016: Atelier Swarovski Home auf Fuorisalone, Mailand.[36]
- 2017: Flowerprint, Installation auf Fuorisalone, Mailand.[37]
- 2018: Installation „Between earth and air: the agrAir project“ bei der Milan Design Week.[38]

Sonstige Gebäude
- 2017: Tambacounda Hospital, Tambacounda, Senegal.[39]